# Richard Grey (Adliger, † 1483)

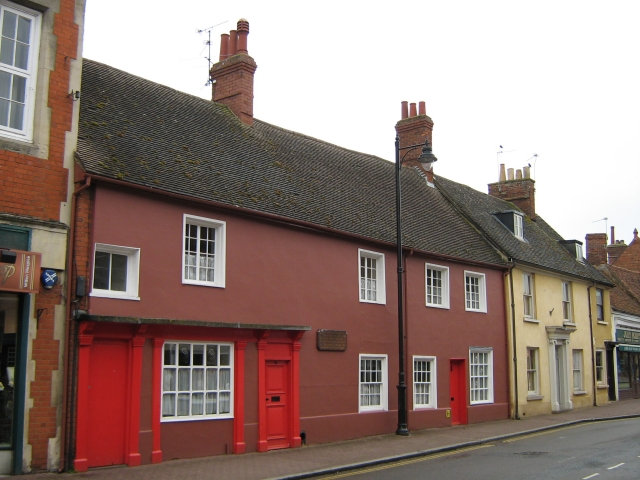
Der ehemalige Rose and Crown Inn in Stony Stratford, wo Eduard V. und Richard Grey 1483 auf Richard von Gloucester trafen

Sir Richard Grey (* um 1456; † 25. Juni 1483 in Pontefract Castle) war der jüngere Sohn von John Grey und der späteren englischen Königin Elizabeth Woodville.
Richard Greys Vater gehörte zum niederen Adel von Leicestershire an, seine Mutter Elizabeth war die Tochter des Ritters Richard Woodville, der ohne Erlaubnis des Königs die Witwe des Duke of Bedford geheiratet hatte.
Sein Vater fiel während der Rosenkriege 1461 in der zweiten Schlacht von St Albans. Im Mai 1464 heiratete der englische König Eduard IV. heimlich seine Mutter. Nachdem er sie 1465 offiziell zur Königin hat krönen lassen, bedachte er ihre Verwandten reich mit Ländereien und Titeln. Richard wurde am Weißen Sonntag (18. April) 1475 von seinem Stiefvater zum Knight of the Bath geschlagen. Beim Tod von Eduard IV. 1483 gehörte er mit seinem Onkel Anthony Woodville zum Gefolge seines Halbbruders, des Kronprinzen Eduard. Sie wollten diesen zu seiner Krönung nach London geleiten, doch wurden sie am 30. April 1483 von Eduards Onkel Richard of Gloucester, den Eduard IV. während der Minderjährigkeit seines Sohnes zum Regenten bestimmt hatte, in Stony Stratford abgefangen. Richard beschuldigte sie, dass sie seine Regentschaft verhindern wollten und ließ sie in Pontefract Castle inhaftieren. Dort wurden sie vor der Krönung Richards von Gloucester zusammen mit Thomas Vaughan, dem Kammerherrn Eduards, ohne weiteres Verfahren durch Richard Ratcliffe hingerichtet. Die Leiche von Richard Grey wurde in der Kirche von Pontefract beigesetzt.
In Shakespeares Drama Richard III. ist Richard Grey eine kleine Randfigur als Unterstützer von Eduard IV., die schließlich von Richard III. hingerichtet wird.